# Roman Nowotarski
Roman Nowotarski (ur. 8 sierpnia 1931 w Worochcie, Huculszczyzna, zm. 20 grudnia 2019) – polski artysta malarz, scenograf teatralny i filmowy, pedagog.

## Życiorys
Po przesiedleniu z Kresów Wschodnich w 1945 zamieszkał w Zabrzu. W latach 1953–1959 studiował na Akademii Sztuk Pięknych w Krakowie, Wydziale Grafiki w Katowicach, uzyskując w 1960 dyplom u B. Góreckiego i A. Raka.
Przez wiele lat współpracował z Teatrem Eksperymentalnym STG w Gliwicach, gdzie otrzymał szereg nagród za scenografię i inscenizację wraz z reżyserem Edwardem Mołkiem, szczególnie za scenografie „Wiosna” wg Bruno Schulza, „Fabryka Absolutu” K. Czapki, „Podróżni” wg własnego scenariusza, za scenografię „Zmierzch Babla” i wielu innych widowisk. Współpracował również z reżyserem Ryszardem Waśko przy jego filmach krótkometrażowych nagrodzonych na festiwalu w Brukseli. Był scenografem filmu Andrzeja Kondratiuka „Panna, Łucznik i Skorpion”. Pisze teksty, do których komponuje muzykę i jest ich wykonawca w wolnych chwilach jako gość „Piwnicy pod Baranami” w Krakowie.
Uczestniczył aktywnie w wielu wystawach i konkursach organizowanych w kraju i za granicą. W latach 1964–1968 r. był członkiem grupy ARKAT (Artyści katowiccy).
Artysta począwszy od lat 50. związany był z Akademią Sztuk Pięknych w Krakowie. Najpierw w charakterze asystenta w pracowni rysunku, potem jako założyciel i pedagog Akademii Sztuk Pięknych w Katowicach. Profesor ASP w Katowicach, gdzie prowadził pracownię rysunku i malarstwa.
Jego prace znajdują się w zbiorach m.in.: Galerii Sztuki Współczesnej BWA, Muzeum Miejskiego w Zabrzu.
Ojciec Tadeusza Nowotarskiego, artysty, malarza i grafika. Urodzonego w Zabrzu w 1968 r.

## Nagrody i odznaczenia
- 1970 – II nagroda na obraz pod tytułem „Dom” i wyróżnienie za „Śląski blues”, I Ogólnopolski Konkurs na Obraz Sztalugowy
- 1974 – Złoty medal za plakat o tematyce ekologicznej, Biennale Plakatu w Warszawie w 1974 r.
- 1992 – Nagroda Ministra Kultury i Sztuki
- 1995 – I nagroda za malarstwo ze względu na jego odmienność i wyjątkowość, Ogólnopolski Konkurs Fundacji Polsko-Japońskiej im. Myaucki „Impresje Polskie”
- 2015 – Srebrny Medal „Zasłużony Kulturze Gloria Artis”[1]